# Stephanie Vetter

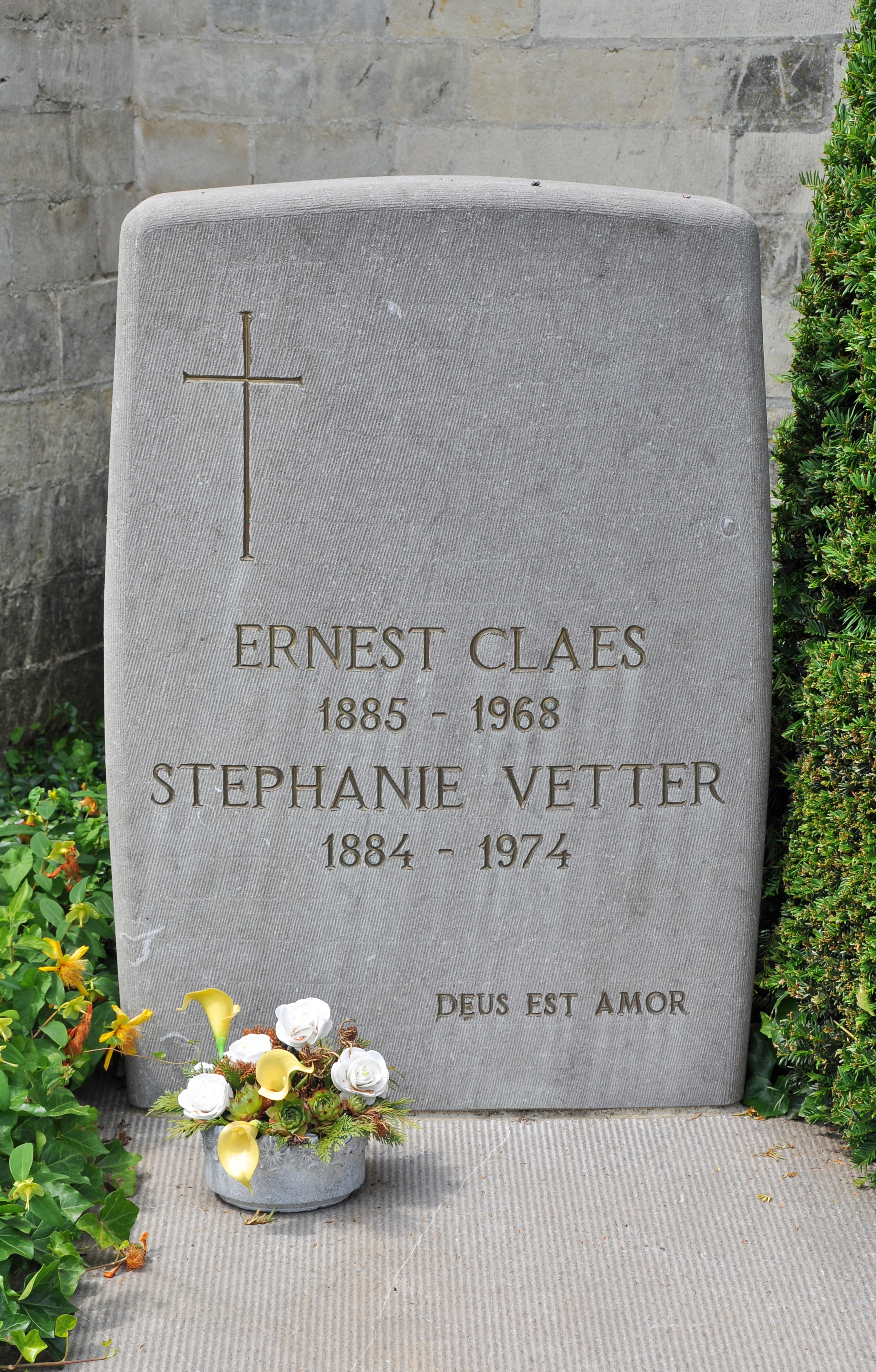
Het graf van Ernest Claes en Stephanie Vetter op de begraafplaats van de abdij van Averbode

Johanna Maria Stephanie Vetter (Zutphen, 25 februari 1884 – Elsene, 10 oktober 1974) was een Nederlandse schrijfster. Ze was gehuwd met de Vlaamse schrijver Ernest Claes, en publiceerde onder de naam Stephanie Claes-Vetter.
Vetter werd geboren als dochter van de Nederlander Anton Vetter en de Vlaamse Ninette van Ghert. Het gezin woonde onder andere in Brussel, Brummen en Rotterdam, maar na de dood van vader Vetter verhuisde het gezin in 1905 naar Den Haag. Daar begon Stephanie te schrijven, daartoe onder anderen aangespoord door de Belgische letterkundige August van Cauwelaert.
Vetter was van goede katholieken huize en woonde in 1910 een Mariacongres bij in de Abdij van Averbode. Hier leerde ze de schrijver Ernest Claes kennen, met wie ze in 1912 in het huwelijk trad. Vanaf 1914 woonden ze in Brussel, maar toen Claes tijdens de Eerste Wereldoorlog onder de wapenen ging en als krijgsgevangene twee jaar in Duitsland verbleef, keerde ze met hun zoontje terug naar Nederland.
Na de thuiskomst van Claes vestigden ze zich weer in Vlaanderen, ditmaal te Ukkel.
In het interbellum werd Claes een gevierd schrijver. Vetter bleef als schrijfster in zijn schaduw maar schijnt daar niet onder geleden te hebben. In de jaren dat ze bij elkaar waren hield ze minutieus het archief van haar man bij en werkte aan haar eigen oeuvre dat Hollands van toon en karakter bleef, in tegenstelling tot dat van Claes dat voor het overgrote deel een Vlaams-Brabantse sfeer ademde. Vetter werd in 1968 weduwe en overleed zes jaar later, op 90-jarige leeftijd. Beide echtelieden liggen begraven in een gezamenlijk graf op de begraafplaats van de abdij in Averbode.